# Auraiya (dystrykt)
Dystrykt Auraiya (hindi: औरैया जिला) – jeden z 75 indyjskich dystryktów stanu Uttar Pradesh. W jego skład wchodzi 2 taluków:
- Auraiya
- Bidhuna

W dystrykcie w 2011 roku zamieszkiwało 1 179 993 osób, w tym 635 762 mężczyzn i 544 231 kobiet. Umiejętność czytania i pisania opanowało 70,5% mieszkańców, w tym 80,14% mężczyzn i 59,13% kobiet. Przez dystrykt przechodzi autostrada NH-2. W 1997 roku Auraiya został wydzielony z dystryktu Etawauh.